# املیل (مراکش آسفی)
املیل (به فرانسوی: Imlil) یک روستا در مراکش است که در استان حوز واقع شده‌است. املیل ۱۰٬۵۸۷ نفر جمعیت دارد.